# Уинчестерский замок

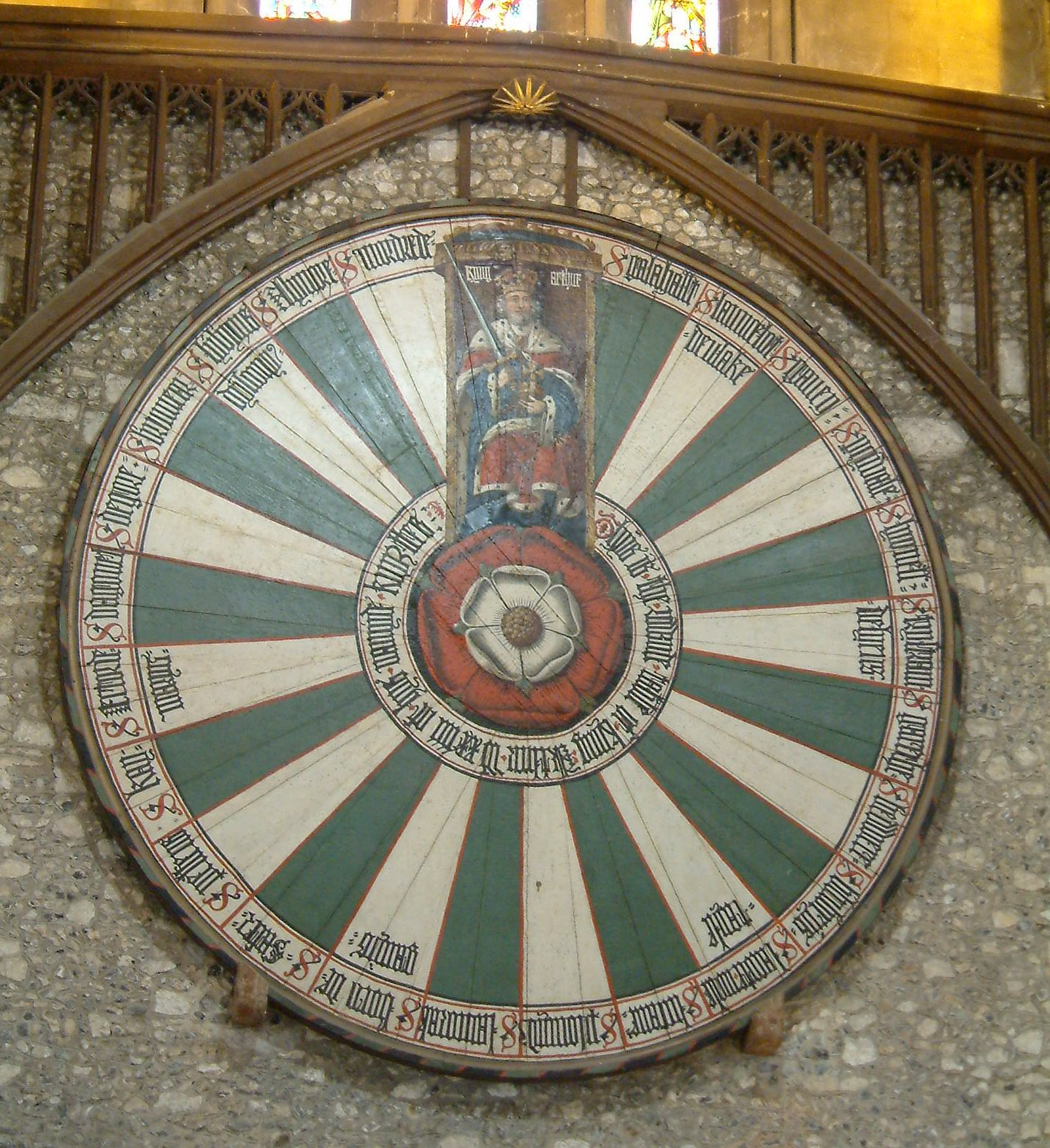
«Круглый стол короля Артура» в Большом Залe, Винчестерский замок, кон. XIII в.

Уинчестерский замок (англ. Winchester Castle) — средневековый замок в городе Уинчестер, графства Хэмпшир, Англия.
Винчестерский замок занимает видное место в английской истории. Он был построен в 1067 после Нормандского завоевания и периодически был местом нахождения королевского двора. К настоящему времени сохранился только Большой Зал (англ. the Great Hall); ныне — исторический музей.
Между 1222 и 1235 годами Генрих III расширил замок, добавив к нему Большой Зал, в котором теперь находится исторический артефакт — искусная имитация Круглого стола легендарного короля Артура, выполненная в конце XIII века по заказу короля Эдуарда I и впервые описанная хронистом XV столетия Джоном Хардингом. В Винчестере до сих пор организуется Круглый стол из 24 участников, который претендует на многовековую преемственность.
В 1302 году Эдуард I и его вторая жена Маргарита Французская едва избежали гибели, когда королевские покои охватил пожар.